# Marcos Gomes de Araujo
Marcos Gomes de Araujo (sinh ngày 23 tháng 3 năm 1976) là một cầu thủ bóng đá người Brasil.

## Sự nghiệp câu lạc bộ
Marcos Gomes de Araujo đã từng chơi cho Tokyo Verdy, Yokohama F. Marinos, JEF United Ichihara, Shimizu S-Pulse, Kashima Antlers, Vegalta Sendai và Vissel Kobe.